# Велики Консепсион
Велики Консепсион (шп. Gran Concepción) је конурбација у Чилеу и се простире се на 221,6 км² и према последњем попису из 2010. године у граду је живело 1.100.000 становника.

## Становништво
Град Консепсион је управно средиште округа Велики Консепсион.

### Општина
- Консепсион (216.061)
- Талкавано (171.383)
- Сан Педро де ла Паз (80.447)
- Пенко (46.016)
- Коронел (95.527)
- Лота (49.089)
- Томе (52.440)
- Чигвајанте (81.302)

## Универзитет
- Universidad de Concepción (Консепсион)
- Universidad del Bío-Bío (Консепсион)
- Universidad Católica de la Santísima Concepción (Консепсион)
- Universidad Técnica Federico Santa María (Валпен)
- Universidad de Los Lagos (Консепсион)
- Universidad del Desarrollo (Консепсион)
- Universidad San Sebastián (Консепсион)
- Universidad Andrés Bello (Талкавано)
- Universidad Santo Tomás (Консепсион)
- Universidad Tecnológica de Chile (Талкавано)
- Universidad de las Américas (Консепсион)
- Universidad La República (Консепсион)
- Universidad ARCIS (Консепсион)
- Universidad Bolivariana (Консепсион)
- Universidad de Pedro de Valdivia (Консепсион)
- Universidad del Pacífico (Консепсион)

## Институт
- Instituto Profesional INACAP (Талкавано)
- Instituto Profesional DuocUC (Консепсион)
- Instituto Profesional Santo Tomás (Консепсион)
- Instituto Profesional AIEP (Консепсион)
- Instituto Profesional Providencia (Консепсион)
- Instituto de Estudios Bancarios Guillermo Subercaseaux (Консепсион)
- Instituto Profesional Virginio Gómez (Консепсион)
- Instituto Profesional Diego Portales (Консепсион)
- Instituto Tecnológico UCSC (Талкавано)
- Instituto Profesional La Araucana (Консепсион)
- Instituto Profesional Valle Central (Консепсион)